# Zebranie konia

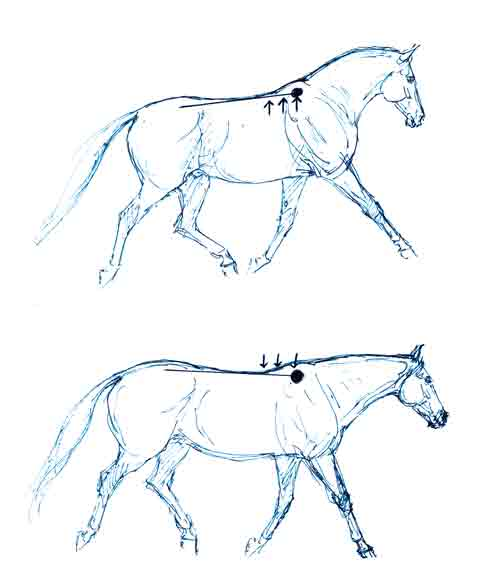
U góry: koń w kłusie zebranym. U dołu: koń w kłusie bez zebrania

Zebranie konia – w jeździectwie stan emocjonalny i fizyczny konia, łączący głębokie podstawienie zadu, lekkość na wodzach, uniesiony przód oraz "samoniesienie" konia. Zebranie można określić również "zaangażowaniem".
Zebranie z zewnątrz objawia się uwypuklonym grzbietem, obniżeniem zadu, długą i zaokrągloną szyją (najwyższym punktem staje się potylica) oraz dużą ekspresją ruchu konia. Nos konia jest ustawiony lekko przed pionem. Podstawową pomocą służącą do zebrania konia jest półparada. 